# Jack Hargreaves
Jack Hargreaves (Wellington, 24 de julio de 1993) es un deportista australiano que compite en remo.
Participó en los Juegos Olímpicos de Tokio 2020, obteniendo una medalla de oro en la prueba de cuatro sin timonel. Ganó tres medallas en el Campeonato Mundial de Remo entre los años 2017 y 2022.
En 2022 fue condecorado con la Medalla de la Orden de Australia (OAM).

## Palmarés internacional
| Juegos Olímpicos   | Juegos Olímpicos          | Juegos Olímpicos | Juegos Olímpicos   |
| Año                | Lugar                     | Medalla          | Prueba             |
| ------------------ | ------------------------- | ---------------- | ------------------ |
| 2020               | Tokio (Japón)             | Medalla de oro   | Cuatro sin timonel |
| Campeonato Mundial |                           |                  |                    |
| Año                | Lugar                     | Medalla          | Prueba             |
| 2017               | Sarasota (Estados Unidos) | Medalla de oro   | Cuatro sin timonel |
| 2018               | Plovdiv (Bulgaria)        | Medalla de oro   | Cuatro sin timonel |
| 2022               | Račice (República Checa)  | Medalla de plata | Cuatro sin timonel |